# Ümit Ünal (Modedesigner)
Ümit Ünal (* 1969 in Istanbul) ist ein türkischer Konzept- und avantgardistischer Modedesigner, der internationale Mode-Shows in Düsseldorf und Paris, sowie in Moskau, Sofia und Lissabon arrangierte. Er ist zurzeit der einzige international bekannte türkische Modeschöpfer, der noch in der Türkei lebt und arbeitet.

## Leben und Werk
Ümit Ünal wuchs in schwierigen, eher ärmlichen Verhältnissen in Istanbul als Sohn eines dem Alkohol zugewandten Vaters und einer armenisch-christlichen Mutter auf. Schon im Alter von acht Jahren arbeitete er in dem Schneideratelier seines Vaters, zwei Jahre später in einer Textilfabrik, die für eine deutsche Firma produzierte, wo er Knöpfe und Reißverschlüsse kontrollieren musste. Der damals eher verhassten Tätigkeit in jenem Wirtschaftszweig versuchte Ünal 1987 mit einem Studium der Archäologie zu entfliehen, das er 1989 mit einem Diplom abschloss.
Danach zog es ihn ins Familiengeschäft zurück, worauf ein weiteres Studium des Textildesigns an der Marmara-Universität in Istanbul folgte. 1993 beendete er dieses Studium und wurde noch im selben Jahr mit einigen nationalen Preisen für seine Entwürfe ausgezeichnet. Es folgten zahlreiche Modeschauen, die ihn heute zu einem der bekanntesten Modemacher seines Landes werden ließen, der auch international ein gefragter und gerngesehener Künstler ist. Zurzeit arbeitet er für das türkische Modelabel „Abbate“.

## Zitate
- „Wer bei mir kauft, der kauft kein Kleidungsstück. Der kauft Spuren von mir. Spuren der Tränen meiner Mutter.“[1]